# Chukwudi Iwuji
Chukwudi Iwuji (Lagos, 15 ottobre 1975) è un attore nigeriano naturalizzato britannico. È un artista associato della Royal Shakespeare Company.

## Biografia
Chukwudi Iwuji è nato nel 1975 in una famiglia di origine nigeriana, dai genitori e cinque fratelli. I suoi genitori, entrambi diplomatici, lo portarono con sé alle Nazioni Unite quando aveva 10 anni. 
All'età di 12 anni fu mandato in un collegio in Inghilterra. Tra il 1987 e il 1993 frequentò la Caterham School, nel Surrey, dove fu eletto Caposcuola, diventando il primo studente nero nella storia dell'istituto a ricoprire tale ruolo. Successivamente studiò alla Yale University, laureandosi in economia nel 1997. Nel 2000 completò il Professional Training Institute (PTI) presso il Milwaukee Repertory Theatre.
Dopo essere tornato nel Regno Unito, nel 2001 iniziò a esibirsi con la Royal Shakespeare Company, prendendo parte a diverse produzioni, tra cui Giulio Cesare diretto da Edward Hall, Amleto (2002), Le allegre comari di Windsor e il ruolo di Aufidio in Coriolano.
Nel 2006 sostituì David Oyelowo nel ruolo del protagonista della trilogia di Enrico VI all'interno del progetto This England: The Histories, il cui revival vinse l'Olivier Award per la miglior riproposizione teatrale. 
Nel 2013 interpretò Enobarbo in una versione di Antony and Cleopatra a tema caraibico, diretto da Tarell Alvin McCraney, una coproduzione tra l'RSC e il Public Theatre di New York. Nel 2014 vestì i panni di Edgar in King Lear, mentre nel 2016 interpretò Amleto per The Public's Mobile Unit. Nel 2018, recitò nel ruolo di Otello al Delacorte Theatre per Shakespeare in the Park , affiancando Corey Stoll nei panni di Iago. Lo stesso anno interpretò Blanke in The Low Road al Public Theatre.
Nel 2002 prese parte a Bacchai di Peter Hall al Royal National Theatre. Ha interpretato Booth in Topdog/Underdog, Christy in Playboy of the Western World all'Abbey Theatre di Dublino, e Julian nella produzione di The Misanthrope diretta da Thea Sharrock. Nel 2015 recitò in The Vote al Donmar Warehouse. È inoltre apparso in Welcome to Thebes (2010) al Royal National Theatre, in un Riccardo III messo in scena dall'Old Vic nel 2011 e in Tamburlaine off-Broadway nel 2014, ricevendo elogi dal critico teatrale Ben Brantley, che lo definì "straordinario". Tra il 2016 e il 2017 lavorò con il regista Ivo van Hove in due produzioni: Obsession e Hedda Gabler.
Sul piccolo schermo, Iwuji è apparso in numerose produzioni, tra cui La ferrovia sotterranea (2021) di Barry Jenkins. Nel 2018 divenne un volto fisso della serie drammatica The Split e interpretò il Re di Francia nella versione della BBC di King Lear, accanto a Anthony Hopkins, Emma Thompson e Florence Pugh. Nel 2019 ebbe ruoli ricorrenti in When They See Us e Designated Survivor, entrambe di Netflix. Nel 2022 entrò nel cast della serie Peacemaker, prodotta da HBO Max.
Nel 2023 ottenne il ruolo del villain Alto Evoluzionario nel film Guardiani della Galassia Vol. 3, trentaduesimo capitolo del Marvel Cinematic Universe, diretto da James Gunn.

## Filmografia parziale

### Cinema
- John Wick - Capitolo 2 (John Wick: Chapter 2), regia di Chad Stahelski (2017)
- Notizie dal mondo (News of the World), regia di Paul Greengrass (2020)
- Guardiani della Galassia Vol. 3 (Guardians of the Galaxy Vol. 3), regia di James Gunn (2023)

### Televisione
- Doctor Who – serie TV, episodi 6x01-6x02 (2011)
- Crossing Lines – serie TV, episodi 3x01-3x02 (2015)
- Quantico – serie TV, episodio 3x06 (2018)
- King Lear, regia di Richard Eyre – film TV (2018)
- Designated Survivor – serie TV, 8 episodi (2019)
- When They See Us, regia di Ava DuVernay – miniserie TV, 2 episodi (2019)
- La ferrovia sotterranea (The Underground Railroad), regia di Barry Jenkins – miniserie TV, episodi 8-9 (2021)
- Peacemaker – serie TV, 8 episodi (2022)
- Evil – serie TV, 6 episodi (2024)
- The Day of the Jackal – serie TV (2024)

## Doppiatori italiani
Nelle versioni in italiano delle opere in cui ha recitato, Chukwudi Iwuji è stato doppiato da:
- Andrea Lavagnino in John Wick - Capitolo 2, Designated Survivor, Quantico, The Day of the Jackal
- Riccardo D'Aquino in King Lear
- Gianluca Machelli in When They See Us
- Alessandro Capra in Peacemaker
- Alessandro Rigotti in Guardiani della Galassia Vol. 3